# Wild Things
Wild Things er en erotisk thriller-film fra 1998, med Matt Dillon, Kevin Bacon, Denise Richards, Neve Campbell og Bill Murray i hovedrollerne. Den blev instrueret af John McNaughton. I nogle lande blev filmen udgivet under titlen Sex Crimes. En længere version af filmen, med 7 ekstra minutter, blev udgivet på DVD i 2004.

## Skuespillere
- Matt Dillon som Sam Lombardo
- Kevin Bacon som Sergeant Ray Duquette
- Neve Campbell som Suzie Marie Toller
- Theresa Russell som Sandra Van Ryan
- Denise Richards som Kelly Lanier Van Ryan
- Daphne Rubin-Vega som Detective Gloria Perez
- Robert Wagner som Tom Baxter
- Bill Murray som Kenneth Bowden

## Produksjon

### Scener
Omtrent alle scenerne på high school, inklusive mange scener i svømmebassinet, blev filmet på Ransom Everglades school i Coconut Grove, Florida.